# Фріпорт (Пенсільванія)
Фріпорт (англ. Freeport) — місто (англ. borough) в США, в окрузі Армстронг штату Пенсільванія. Населення — 1736 осіб (2020).

## Географія
Фріпорт розташований за координатами 40°41′12″ пн. ш. 79°40′55″ зх. д. / 40.68667° пн. ш. 79.68194° зх. д. (40.686595, -79.681826).  За даними Бюро перепису населення США в 2010 році місто мало площу 3,36 км², з яких 3,29 км² — суходіл та 0,07 км² — водойми.

## Демографія
Згідно з переписом 2010 року, у селищі мешкало 1813 осіб у 812 домогосподарствах у складі 480 родин. Густота населення становила 539 осіб/км².  Було 897 помешкань (267/км²).
Расовий склад населення:
| - 96,8 % — білих - 0,6 % — чорних або афроамериканців - 0,2 % — вихідців з тихоокеанських островів - 0,2 % — азіатів - 0,1 % — корінних американців |

До двох чи більше рас належало 1,6 %. Частка іспаномовних становила 1,1 % від усіх жителів.
За віковим діапазоном населення розподілялося таким чином: 23,6 % — особи молодші 18 років, 61,0 % — особи у віці 18—64 років, 15,4 % — особи у віці 65 років та старші. Медіана віку мешканця становила 40,4 року. На 100 осіб жіночої статі у селищі припадало 92,5 чоловіків;  на 100 жінок у віці від 18 років та старших — 85,0 чоловіків також старших 18 років.
Середній дохід на одне домашнє господарство  становив 51 308 доларів США (медіана — 44 091), а середній дохід на одну сім'ю — 56 159 доларів (медіана — 52 768). Медіана доходів становила 39 792 долари для чоловіків та 32 315 доларів для жінок. За межею бідності перебувало 11,3 % осіб, у тому числі 12,8 % дітей у віці до 18 років та 15,3 % осіб у віці 65 років та старших.
Цивільне працевлаштоване населення становило 889 осіб. Основні галузі зайнятості: освіта, охорона здоров'я та соціальна допомога — 27,2 %, виробництво — 17,7 %, роздрібна торгівля — 15,9 %.